# Un flingue pour Betty Lou
Pour plus de détails, voir Fiche technique et Distribution.
Un flingue pour Betty Lou (The Gun in Betty Lou's Handbag) est un film américain réalisé par Allan Moyle, sorti en 1992.

## Synopsis
Une bibliothécaire réservée et peureuse, lassée du peu d'intérêt que lui porte son mari policier, s'accuse du meurtre d'un vendeur de voiture après avoir retrouvé l'arme du crime au bord d'un fleuve.

## Fiche technique
- Titre français : Un Flingue Pour Betty Lou
- Titre original : The Gun in Betty Lou's Handbag
- Réalisation : Allan Moyle
- Scénario : Grace Cary Bickley
- Musique : Richard Gibbs
- Photographie : Charles Minsky
- Montage : Janice Hampton & Erica Huggins
- Production : Scott Kroopf
- Sociétés de production : In The Bag Productions, Interscope Communications & Touchstone Pictures
- Société de distribution : Buena Vista Pictures
- Pays de production :  États-Unis
- Langue : Anglais
- Format : Couleur - Dolby - 35 mm - 1.85:1
- Genre : comédie policière
- Durée : 85 min
- Dates de sortie : États-Unis : 21 août 1992

## Distribution
- Penelope Ann Miller (VF : Virginie Ledieu) : Betty Lou Perkins
- Eric Thal (en) (VF : Emmanuel Jacomy) : Alex Perkins
- Alfre Woodard (VF : Maïk Darah) : Ann Orkin
- William Forsythe : Billy Beaudeen
- Cathy Moriarty (VF : Marie Vincent) : Reba Bush
- Julianne Moore (VF : Séverine Morisot) : Elinor
- Ray McKinnon (VF : Jean-Pierre Leroux) : Frank
- Xander Berkeley (VF : Michel Paulin) : M. Marchat
- Michael O'Neill (VF : Hervé Bellon) : Jergens
- Christopher John Fields : Brown
- Reathel Bean (VF : Serge Lhorca) : Bob Barnes
- Faye Grant (VF : Céline Monsarrat) : Charleen Barnes
- Andy Romano (VF : Philippe Dumat) : Herrick
- Billie Neal (VF : Hervé Jolly) : Gail
- Gale Mayron (VF : Karin Viard) : Pearl
- Marian Seldes (VF : Arlette Thomas) : Margaret Armstrong
- Meat Loaf : Lawrence
- Catherine Keener : Suzanne
- Paul Bates (VF : Michel Lasorne) : l'officier Finney
- Stanley Tucci : Amos Lansing / Joe Tetseley (non crédité)